# Mónica Ocampo
Mónica Ocampo (4 de enero de 1987) es una futbolista mexicana que juega como delantera central. En 2006. Jugó las Eliminatorias para la Copa Mundial Femenina de Fútbol de 2007, pero no clasificó. Jugó en el Torneo Preolímpico Femenino de la CONCACAF 2008, anotando 1 gol, aunque nuevamente no se consiguió el pase al torneo. En 2009 emigró a la Women's Professional Soccer, jugando para el Atlanta Beat y Sky Blue New Jersey.
Desde 2017 juega para el Pachuca Femenil de la Primera División Femenil de México, liga en la que debutó el 28 de julio de 2017 registrada como media ofensiva.
El 7 de mayo de 2019, a partir de una votación convocada por la FIFA, fue nombrada como la autora del mejor gol de la historia de los mundiales femeniles, el cual anotó con la Selección mexicana en contra de Inglaterra en el partido inaugural del Mundial Femenil de Alemania 2011.

## Participaciones en Copas del Mundo
| Mundial                                 | Sede     | Resultado    | Partidos | Goles |
| --------------------------------------- | -------- | ------------ | -------- | ----- |
| Copa Mundial Femenina de Fútbol de 2011 | Alemania | Primera Fase | 3        | 1     |

## Participaciones en Copas del Mundo Sub-20
| Mundial                                        | Sede  | Resultado    | Partidos | Goles |
| ---------------------------------------------- | ----- | ------------ | -------- | ----- |
| Copa Mundial Femenina de Fútbol Sub-20 de 2006 | Rusia | Primera Fase | 3        | 1     |

## Participaciones en Copa de Oro
| Copa                | Sede           | Resultado    | Partidos | Goles |
| ------------------- | -------------- | ------------ | -------- | ----- |
| Copa de Oro de 2006 | Estados Unidos | Tercer lugar | 3        | 6     |

## Palmarés

### Campeonatos nacionales
| Título                       | Club    | País           | Año  |
| ---------------------------- | ------- | -------------- | ---- |
| Copa de la Liga MX Femenil   | Pachuca | México         | 2017 |
| Liga MX Femenil              | Pachuca | México         | 2025 |
| Campeón de Campeones Femenil | Pachuca | Estados Unidos | 2025 |

### Campeonatos internacionales
| Título                                     | Club                | Sede     | Año  |
| ------------------------------------------ | ------------------- | -------- | ---- |
| XXII Juegos Centroamericanos y del Caribe  | Selección de México | México   | 2014 |
| XXIII Juegos Centroamericanos y del Caribe | Selección de México | Colombia | 2018 |